# Схід сонця (фільм, 1925)
Схід сонця (англ. Sun-Up) — американська драма режисера Едмунда Гулдінга 1925 року.

## Сюжет
Сім'я знаходить притулок армійського дезертира з минулих часів.

## У ролях
- Полін Старк — Еммі
- Конрад Нейджел — Руф
- Люсіль Ла Верн — мати
- Сем Де Грасс — шериф
- Джордж К. Артур — незнайомець
- Артур Ренкін — Бад
- Едвард Коннеллі — Пап Тодд